# Frijoles refritos

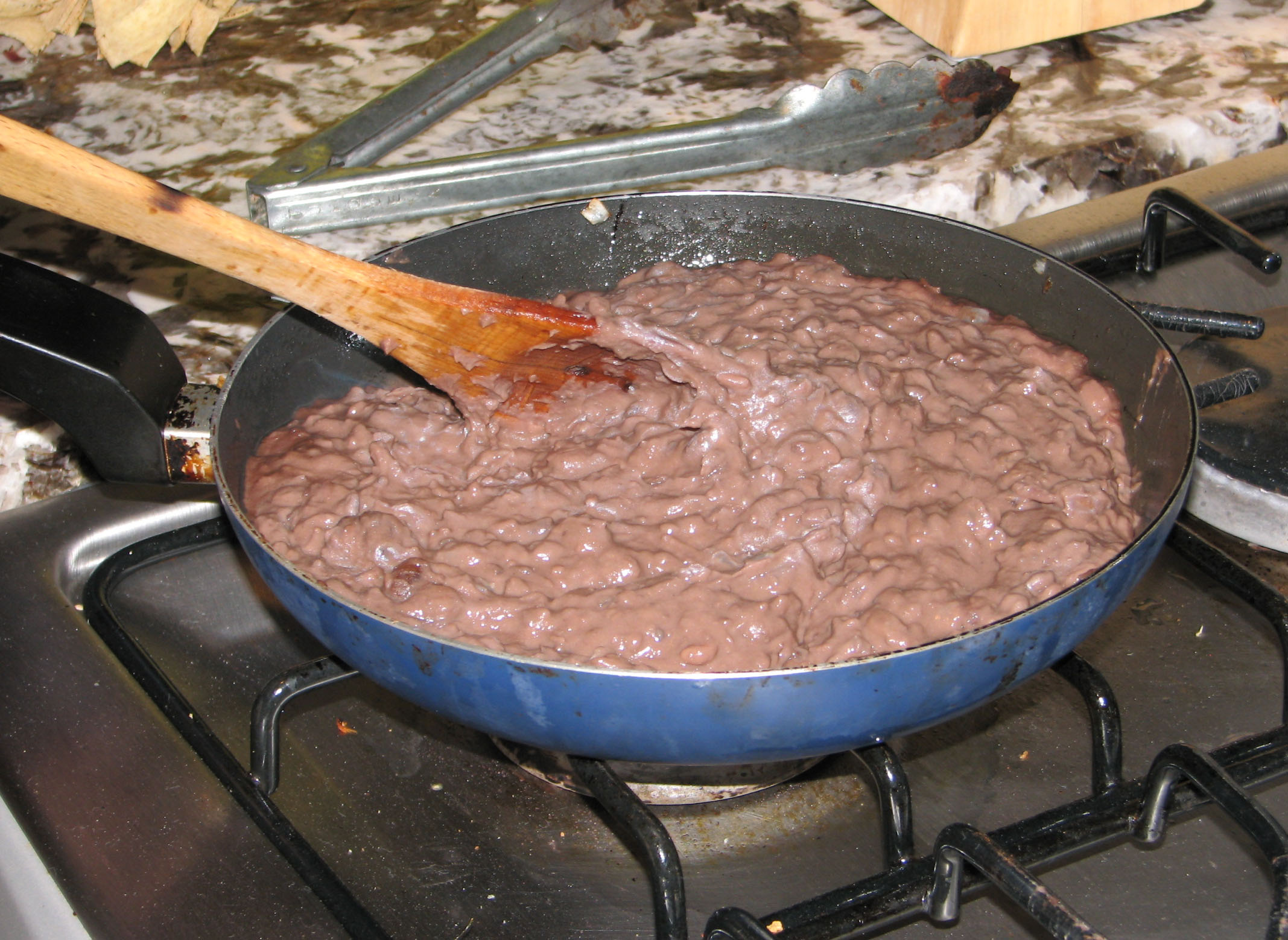
Frijoles refritos.

Los frijoles refritos, molidos, colados, volteados, chinitos o licuados son una guarnición típica en México y Centroamérica. Su variante mexicana más popular se caracteriza porque los frijoles se muelen mientras se fríen en aceite o manteca, después de haberse cocido hervidos, y sirven como guarnición de platillos populares acompañados con totopos o tortillas; o como un ingrediente esencial de tostadas, tlacoyos, molletes, bocoles, sopes y huaraches.

## Ingredientes
- Aceite o manteca de puerco
- Frijoles previamente cocidos
- Trozos de cebolla
- Dientes de ajo
- Queso fresco al final (opcional)
- Chile seco (opcional)
- Chorizo (opcional)

## Elaboración
Su preparación es sencilla: en una cacerola se pone a calentar aceite de maíz, girasol, cártamo, canola o manteca, se agregan poco a poco los frijoles ya cocidos, trozos de cebolla y se va machacando hasta que adquieran una consistencia similar a la de un puré, se debe tener cuidado de no dejarlos mucho tiempo, ya que esto puede provocar que los frijoles se resequen. Se le puede agregar algún tipo de picante, granos de maíz, chorizo o queso. Dependiendo de la región puede ser queso Cotija, adobera, tipo manchego mexicano, Oaxaca, Chihuahua, etc.
Originalmente el término refrito implica freír 2 veces. En el caso de los frijoles fritos, tienen un sabor menos graso y con una consistencia más acuosa (o pastosa, menor viscosidad) que los refritos (más grasos y de consistencia más seca o semi-pastosa, mayor viscosidad) y eso le da una peculiaridad especial respecto a sabor.

## Frijol colado Yucateco
En el caso de la variante yucateca conocida como "frijol colado", se usan exclusivamente frijoles negros, mismos que son cocidos con sal, un pedazo de cebolla cruda, una rama de epazote y manteca de puerco. Una vez cocidos se les muele y pasa por un colador, logrando un puré suave al que se le agrega chile habanero al gusto. Estos frijoles son usados para acompañar platillos de carne como el Poc Chuc, o como relleno en platos como los panuchos.